# Martin Jol
Martin Jol (født 16. januar 1956 i Haag, Holland) er en hollandsk fodboldtræner. Jol har tidligere trænet AFC Ajax, Hamburger SV, Tottenham Hotspur, Roda JC og RKC Waalwijk. Han har senest trænet engelske Fulham F.C., hvor han blev fyret den 1. december 2013. Martin Jol er tidligere i sin karriere blevet valgt til "Årets træner i Holland" to gange, i 2001 og 2002.
Martin Jol er blevet en populær figur hos fans og andet godtfolk i løbet af den tid han var i England hos Tottenham. Hans ligefremme og humoristiske facon gjorde sig godt i medierne, og i forhold til klubbens spillestil var hans måde at styre det taktiske hos "Spurs" fremragende.
Martin Jol havde i sæsonen 2005/06 et skænderi med rivalen, Arsenal FC's træner, Arsène Wenger under et lokalopgør, da han var træner for Tottenham. Wenger kaldte bagefter Jol en løgner, men de engelske medier tog parti for Martin Jols synspunkt.